# Sindrom trpinčene osebe
Sindrom trpinčene osebe je telesno in psihološko stanje osebe, ki je utrpela (običajno dolgotrajno) čustveno, telesno ali spolno zlorabo. Po Mednarodni statistični klasifikaciji bolezni in z zdravjem povezanih težav (ICD), je »sindrom trpinčene osebe« uvrščen pod kodo 995.81 in ni urejen nikjer drugje (NEC).
Stanje je osnova pri obrambi »pretepenega partnerja« in je uporabljen v primerih telesne in psihološke zlorabe v partnerskem odnosu, ker je žrtev ubila svojega storilca. Sindrom »pretepene osebe« je prvi obširno raziskoval Lenore E. Walker, ki je za razlago vztrajanja v destruktivnem razmerju znotraj partnerskega odnosa, uporabil Seligmanovo teorijo o naučeni nemoči. 

## Diagnoza
ICD9 koda 995.81 opredeljuje sindrom »trpinčene osebe« in vsakega posameznika, ki ustreza predpisanemu pogoju – pogosteje telesnim kot pa psihološkim poškodbam –, uvrsti pod splošno poglavje »telesna zloraba odraslih«, ki spada pod kodo »poškodbe in zastrupitve«. DSM-IV-TR ne zagotavlja točno določene diagnostične kategorije za odzive oz. reakcije ljudi, ki so bili žrtev trpinčenja, zato so ti raznoliki odzivi posledično obravnavani v okviru ločenih diagnoz (npr. posttravmatska stresna motnja –PTSD ali depresija). 

## Simptomi
V primeru, da se »sindrom trpinčene osebe« izrazi v obliki posttravmatske stresne motnje, so prisotni naslednji simptomi: a.) podoživljanje trpinčenja kot da se bi dogajalo, čeprav se ne; b.) izogibanje določenim dejavnostim, ljudem in čustev z namenom preprečevanja psiholoških posledic trpinčenja; c.) pretirana razdražljivost ali opreznost/previdnost; d.) porušeni medosebni odnosi; e.) izkrivljena podoba telesa ali druge somatske skrbi in f.) težave s spolnostjo in intimnimi odnosi. 
Žrtve ponavljajočega kroga nasilja in sprave imajo običajno prepričanja in stališča, kot so:
-	Žrtev meni, da je ona kriva za doživeto viktimizacijo.
-	Žrtev težko najde odgovornost za lastno viktimizacijo drugje.
-	Žrtev je v strahu za svoje in življenje drugih, ki jih imajo radi in jim veliko pomenijo ter so bili tarča storilčevih groženj (otroci, bližnji sorodniki in prijatelji). 
-	Žrtev je zmotno prepričana, da je njegov storilec prisoten vsepovsod.

## Vzroki
Sindrom »pretepene osebe« se je razvil kot odziv na tri-stopenjski krog, ki se dogaja v družinskem nasilju. Prva stopnja je prisotnost in stopnjevanje napetih odnosov. Druga stopnja je, da se partner na napetost odzove preko nasilja in hkrati za povzročeno nasilje krivi žrtev. Tretja stopnja pa je, ko je nasilnemu partnerju za izvršeno nasilje žal in kaže znake kesanja. Krog nasilja pa se ponovi, ker se partner navkljub kesanju, ne more sprostiti ali se izogniti fazi naraščajoče napetosti, ki je v odnosu prisotna. Ponavljajoče se nasilje kljub storilčevim poskusom doseganja »prijetnih koncev« pri žrtvi vzbuja krivdo, ker ni preprečila ponavljajočega se kroga nasilja. Ker pa žrtev ni kriva in je nasilje izraz storilčeve potrebe po uveljavljanju kontrole, se samoobtoževanje najverjetneje izraža kot nemoč in ne opolnomočenje. Občutek odgovornosti za povzročeno nasilje in nemoč preprečevanja le-tega, vodi k depresiji in pasivnosti. Naučena depresija in pasivnost žrtvi (t. i. zlorabljen partner) še posebej otežuje zbrati sredstva za zapustitev partnerskega razmerja. 
Depresija in pasivnost lahko spodbudi tudi pomanjkanje družbene podpore izven zakonskega odnosa. Gondolf in Fisher sta s svojo raziskavo, ki sta jo opravila leta 1980 prikazala, da zlorabljene ženske aktivnejše iščejo pomoč takrat, ko se nasilje v partnerskem razmerju okrepi. Drug razlog, da ženske, ki so žrtve trpinčenja v partnerskem razmerju ne poiščejo ustrezne pomoči je tudi neodzivnost družine kot tudi družbenih institucij. Gondolfova študija iz leta 2002 je to potrdila, saj je prikazala, da imajo ženske zaradi pogostih negativnih izkušenj, zelo negativen pogled na zavetišča in programe za žrtve trpinčenja. 

## Pravna zgodovina
Sindrom trpinčene osebe je prvič prišel v ospredje leta 1970, ko je bil uporabljen kot pravna obramba trpinčenih žensk, ki so ubile svojega moža po predhodnem načrtu. Odvetnik je v namen njihove obrambe obstoj naklepa obrazložil na sledeč način: ženska ni mogla zapustiti partnerskega razmerja zaradi naučene nemoči in se ni mogla ubraniti napada, zato je menila, da lahko sebe in svoje otroke pred nasilnim partnerjem ubrani samo tako, da se ga znebi takrat, ko je ta nemočen – npr. med spanjem. 
V zadnjih letih so nekatere države »sindrom trpinčene osebe« v obrambi postavila pod vprašanje. Veliko držav je namreč uvedlo pravne spremembe in omogočilo, da pretekla zloraba postane dokaz. Vse trpinčene ženske pa tudi ne reagirajo na enak način. Kadar je reakcija povsem racionalna, npr. kadar žrtev oceni, da je ogroženo njeno ali življenje otrok, se sklicuje tudi na patologijo. V primeru, da se je podoben dogodek na podoben način izvršil že v preteklosti, lahko pri žrtvi povzroči, da obstaja velika verjetnost za ponovitev življenjsko ogrožajočega dogodka. V obrambi »sindrom trpinčene osebe« ne predvideva, da je bila oseba zlorabljena in se je za umor odločila zaradi razlogov, ki niso povezani z zlorabo, npr. zaradi ljubosumja ali pohlepa. Navsezadnje so preko tega instituta žrtve prikazane kot pasivne in ne kot nekdo, ki je bil dovolj močen, da je preživel. 